# Festival MUTIS

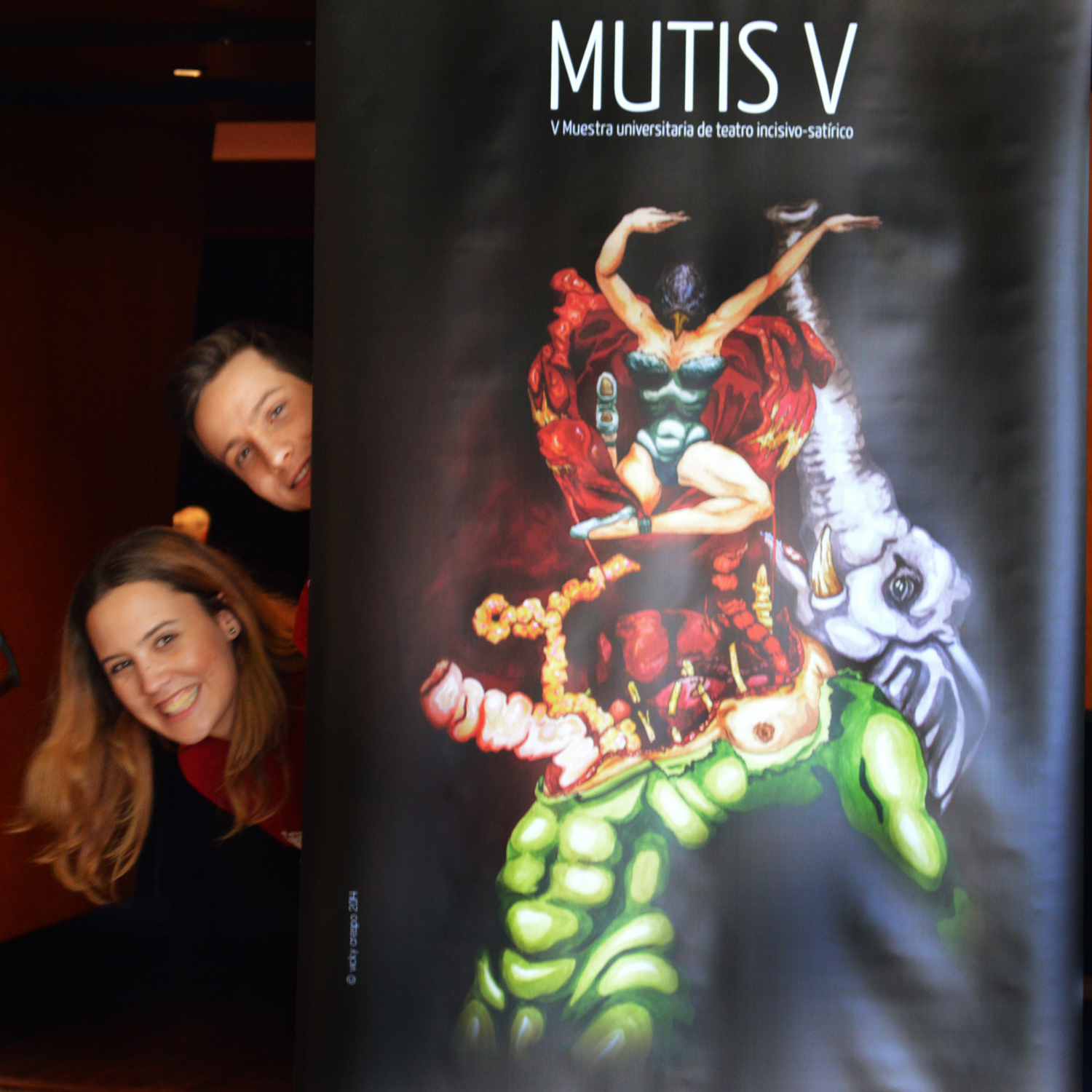
Voluntaris a la Universitat Politècnica de Catalunya

El Festival MUTIS de teatre independent i nova creació és una mostra participativa convocada a Barcelona des de 2010 cada inici de primavera, en la qual conflueixen activitats relacionades amb les arts escèniques interpretades per grups universitaris de tot Espanya, amb un apartat per a teatre infantil i juvenil.

## Trajectòria

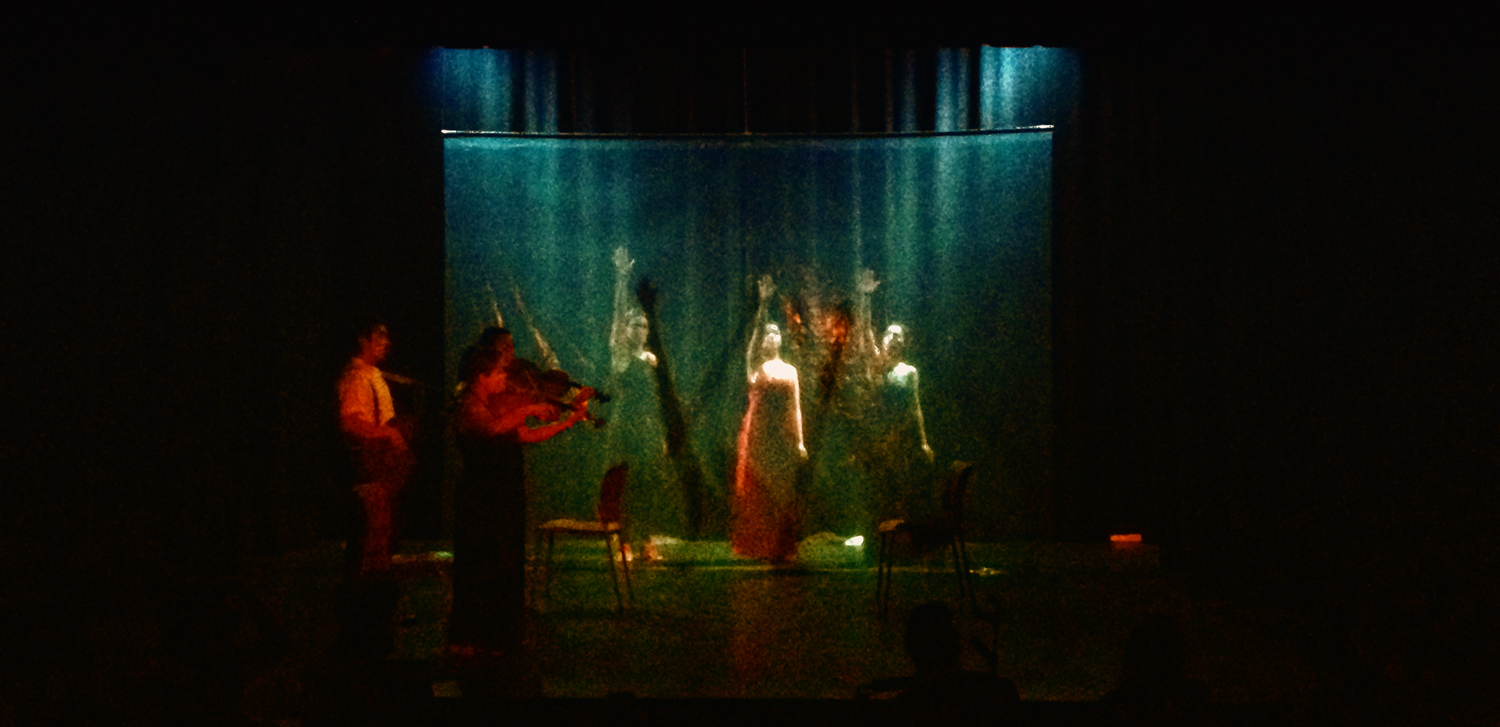
Música en directe. Des vies souterraines, de Paula Espinoza.

L'edició pionera del festival, la I Mostra Universitària de Teatre Incisiu-Satíric, va tenir lloc els dies 17, 18 i 19 de març de 2010 al Campus Sud de la Universitat Politècnica de Catalunya, on van confluir companyies de tota la península participant en els diversos actes programats, com les estrenes de diverses obres, conferències, i on van participar en debats i intercanvis de propostes en l'àmbit específic, a nivell nacional.
Després de l'èxit de la primera edició, en 2011 es va fer una segona convocatòria en la qual es van programar una desena d'activitats en el recinte docent entre les quals va destacar In-Comunicando del grup gallec Mequetrefes.
A la tercera edició del festival, les activitats van sortir de la Zona Universitària per desenvolupar-se també al districte de Gracia, amb diverses posades en escena, entre elles l'adaptació Baixarse ao moro, versions de les asambleistas de Aristófanes o Antígona de Salvador Espriu, i un homenatge a Federico García Lorca.
A la quarta edició del MUTIS es van afegir a les activitats els districtes de Sant Martín i l'Eixample, desenvolupant una vintena d'actes, amb onze peces en cartell que van incloure obres clàssiques com Els entremesos de Miguel de Cervantes o El càstig sense venjança de Lope de Vega. En el camp de la nova creació pot recordar-se l'espectacle Teló Teló de Javier Jiménez i Saray García o Els set contra Èsquil de David Bo. També va destacar el grup Velum Teatre de Pamplona amb Fugitius, una obra basada en Espècies Fugitives de Tennessee Williams, a la qual es va concedir el "Bufó Negre", màxim guardó del festival. Paral·lelament, i fruit d'un any de treball conjunt entre els grups participants es va presentar el llibre Haciendo mutis, sobre la problemàtica principal del sector així com les seves potencialitats i reptes de futur.
Coincidint amb l'aniversari del primer lustre d'existència, el V MUTIS es va expandir al districte de Ciutat Vella tot reforçant el seu recoltzament a la nova creació amb noves dramatúrgies com a Cafè Libertade de Fernando Dacosta, El Cantar de frai Cebolla de Gastón Gilabert, Des vies souterraines de Paula Espinoza —interpretada per un grup teatral francès— i El viatge dels teatreros pitipitroncos de Dinàmica Teatral.
A la seva sisena edició (2015), el MUTIS va augmentar la seva durada a cinc dies i posant en escena una vintena d'espectacles presentats en diferents espais de la ciutat comtal, i reivindicant el teatre en espais no canònics en incloure programació en una estació del metro.
D'aquesta sisena edició són muntatges com L'amant de Salomón, inspirada en textos de Dürrenmatt; La força del costum, de Thomas Bernhard; Persecució i mort de Jean Paul Marat, inspirada en el Marat-Sade, de Peter Weiss; La Posadera, de Carlo Goldoni; entre d'altres. El col·lectiu Dinàmica Teatral que també va estar present a l'edició anterior va rebre el guardó "Aprenent de bufó", una nova categoria per distingir i premiar la millor obra de teatre juvenil presentada en el MUTIS.

### Homenatges i Guardons
Cada any, el MUTIS ret homenatge a algun autor o personatge que hagi destacat per la seva aportació en la literatura universal (Miguel Delibes, Federico García Lorca, Salvador Espriu, Kafka), i l'obra de la qual serveix d'objectiu en una representació, una lectura de poemes o una lectura dramatitzada.
Existeixen dues categories de premis, el "Bufó Negre" i "l'Aprenent de Bufó", aquest últim a partir de la VI edició i enfocat a teatre juvenil. Al llarg de les edicions celebrades han estat premiades les companyies Sombrero3 de Madrid (2010), Mequetrefes de Santiago de Compostel·la (2011), Teatre Crític Universal de Logronyo (2012), Velum teatre de Pamplona (2013), Mutis pel foro, també de Pamplona (2014) i Malaestirpe de Toledo, en 2015. Aquest any per a la categoria de teatre infantil es va premiar a Dinàmica Teatral de Logronyo.